# Flata sterallis
Flata sterallis är en insektsart som först beskrevs av Walker 1851.  Flata sterallis ingår i släktet Flata och familjen Flatidae. Inga underarter finns listade i Catalogue of Life.